# Луис Перес-Сала
Луис Перес-Сала (на испански: Luis Pérez-Sala) е бивш пилот от Формула 1.
Роден на 15 май 1959 г. в Барселона, Испания.

## Формула 1
Луис Перес-Сала прави своя дебют във Формула 1 в Голямата награда на Бразилия през 1988 г. В световния шампионат записва 32 състезания, като успява да спечели една точка. Състезава се само за отбора на Минарди.